# Kerk van de Moeder Gods, Koningin van Polen

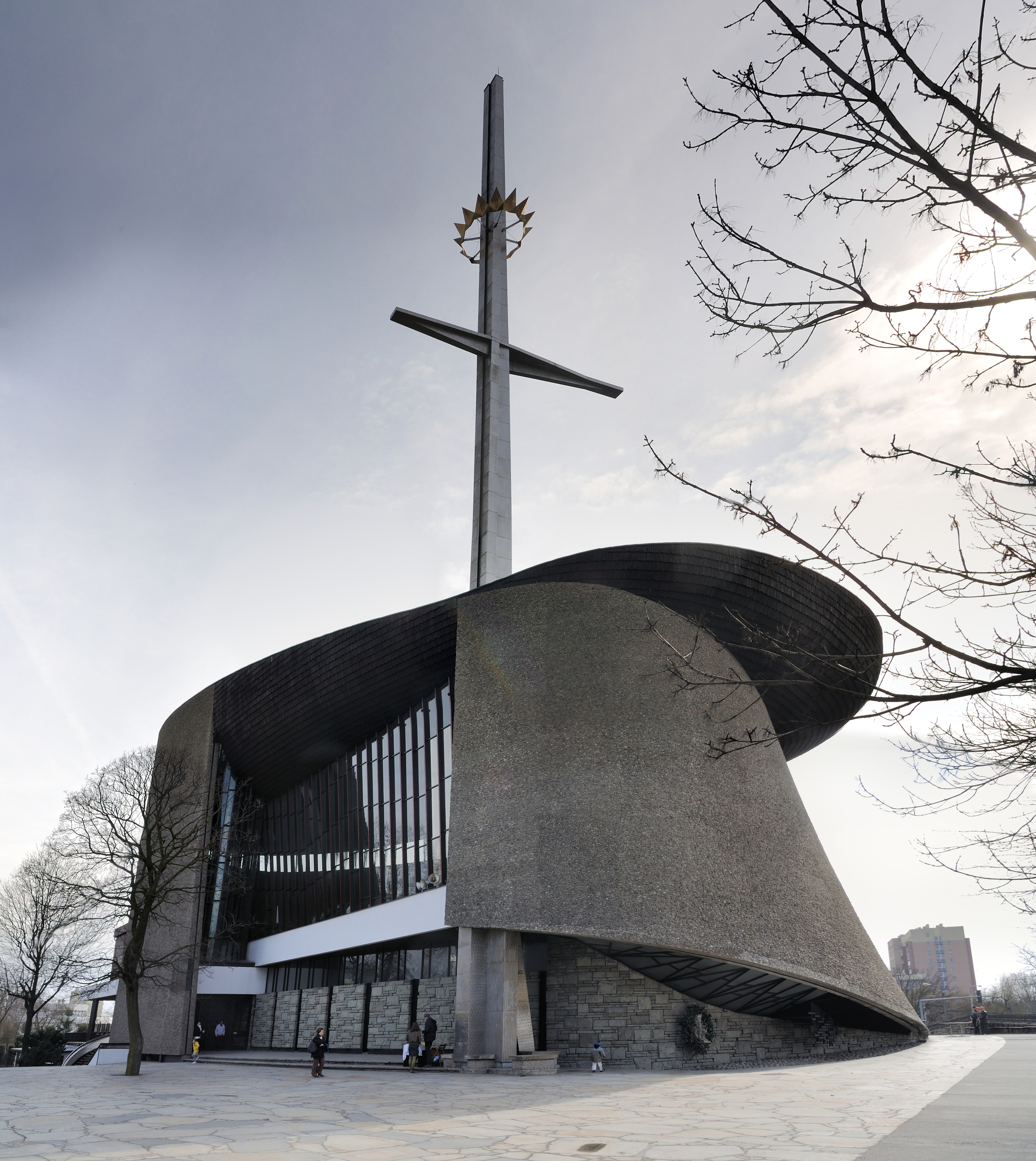
De kerk van de moeder Gods, Koningin van Polen

De Kerk van de Moeder Gods, Koningin van Polen (Pools: Kościół Matki Bożej Królowej Polski) of Ark van de Heer (Arka Pana) is een kerk in de wijk Nowa Huta, in de Poolse stad Krakau.
Het bijzondere is dat deze kerk gebouwd is in de periode van 1969 tot 1977, toen Polen communistisch was.

## Geschiedenis
De parochie, die op 15 juni 1952 werd opgericht, plaatste op de locatie van de latere kerk op 17 maart 1957 een houten kruis. Het initiatief om op deze plaats een Godshuis te bouwen, is van de katholieke priester Józef Gorzelany. Het eerste ontwerp voorzag nog in een klassieke kerk met twee torens. Omdat dit de communistische bestuurders een doorn in het oog was, trokken ze op  16 februari 1959 de bouwvergunning in. Ze wilden in de nieuwe stadswijk eigenlijk geen religieuze activiteiten. In het vervolg kwam het regelmatig tot gewelddadige confrontaties tussen de gemeenteleden en de politie en het leger, waarbij doden vielen. Het hoogtepunt van de gevechten was op 27 april 1960. Bewoners en parochianen verdedigden het houten kruis tegen politie- en militaire eenheden. In vervolg daarop werd het kruis door het regime geduld, ze gaven echter geen toestemming voor de kerkbouw. 
Reeds in de jaren 1960 hield de toenmalige Aartsbisschop van Krakau, Karol Wojtyła, ondanks tegenstand van de plaatselijke overheid, bij het kruis regelmatig een mis in de open lucht. Door zijn inzet lukte het in juli 1965 een bouwvergunning te krijgen. De gebeurtenissen hadden ook elders ter wereld opzien gebaard, waardoor ze veel spullen voor het interieur geschonken kregen. Paus Paulus VI schonk geld en een steen van een oude basiliek van Constantijn de Grote, die Wojtyła op 11 december 1965 zelf uit Rome meebracht en die later bij de bouw werd ingemetseld. Nadat Wojtyła op 14 oktober 1967 de bouwplaats had gezegend, vond op 18 mei 1969 de legging van de eerste steen plaats. Op 17 mei 1977 werd de kerk door Wojtyła ingewijd.

## Beschrijving

### Gebouw

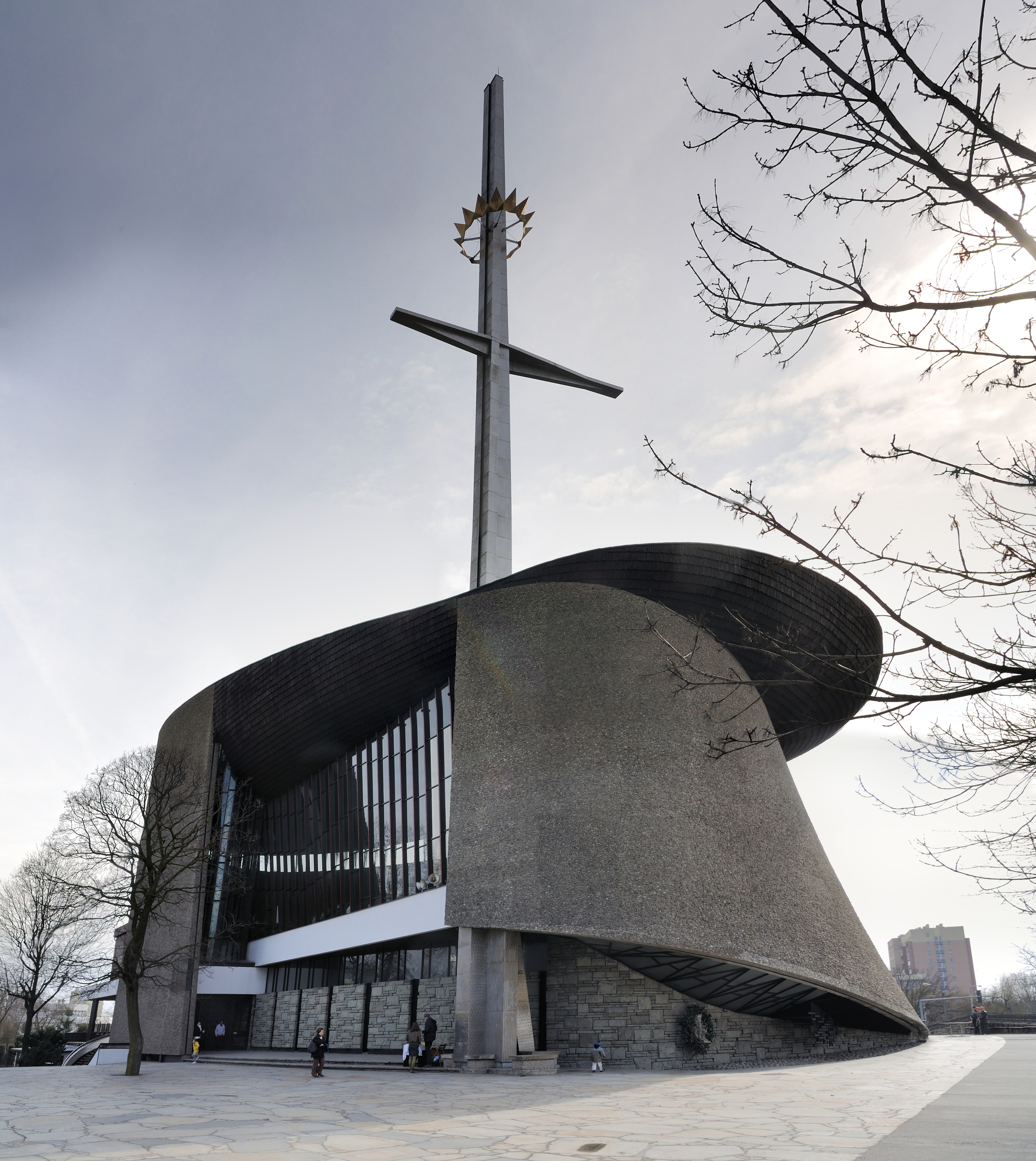
Zicht vanaf het noordwesten

De aan een doorgaande straat gelegen kerk heeft de vorm van een naar het oosten afgevlakte ellips. In het bovenste 2/3 deel zijn vensters aangebracht, daaronder is de gevel met leisteen bekleed. Aan de zuidzijde is er slechts een bovenlicht. Zeven toegangsdeuren, symbool voor de zeven sacramenten, geven toegang tot de kerk. Onder de hoofdingang bevindt zich de toegang tot de verzoeningskapel. Tegen de muur aan de westkant is de stenen figuur van een rustende Christus uit de 19e eeuw aangebracht; deze dient ook als gedenkplaats voor degenen die in de tijd voor de bouw het leven lieten.

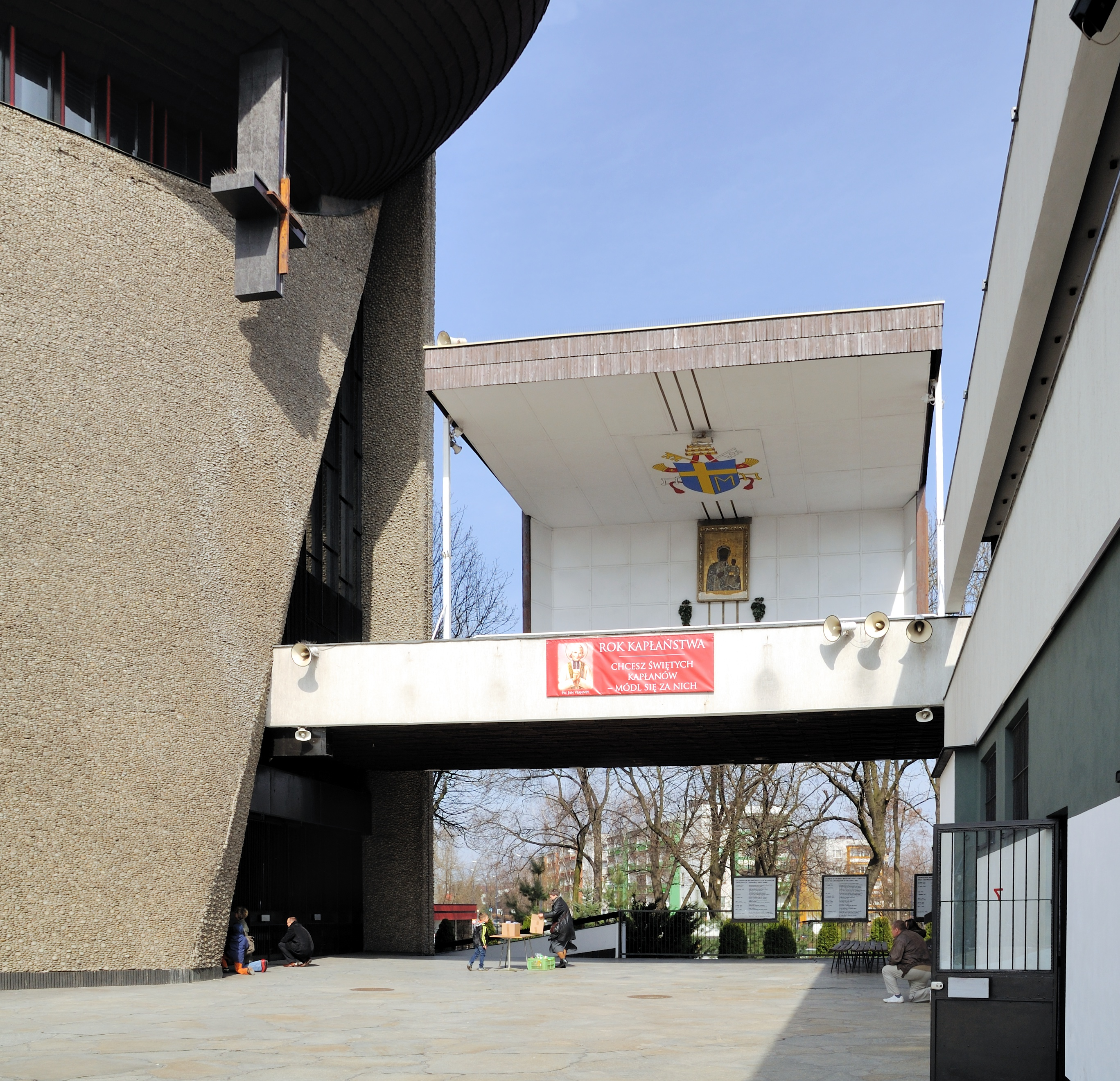
Podium voor openluchtmis; links aan het dak anker met kruis

Het achtstemmige carillon hangt aan de zuidkant buiten de kerk aan een rechthoekige klokkenstoel. Aan deze zijde voeren ook twee trappen vanaf het dieper liggende voorplein naar de kerk. Op een van deze trappen werd op 16 oktober 2009 een standbeeld ter ere van Paus Johannes Paulus II geplaatst. Voor diensten in de open lucht is aan de oostkant een aangebouwd podium beschikbaar. Aan deze zijde hangt vanaf het dak een gestileerd anker met daaraan het houten kruis dat vroeger op de plaats van de kerk stond. Aan de westkant staat een 70 meter hoge mast van roestvrij staal in de vorm van een kruis, met daaraan een kroon.

### Interieur

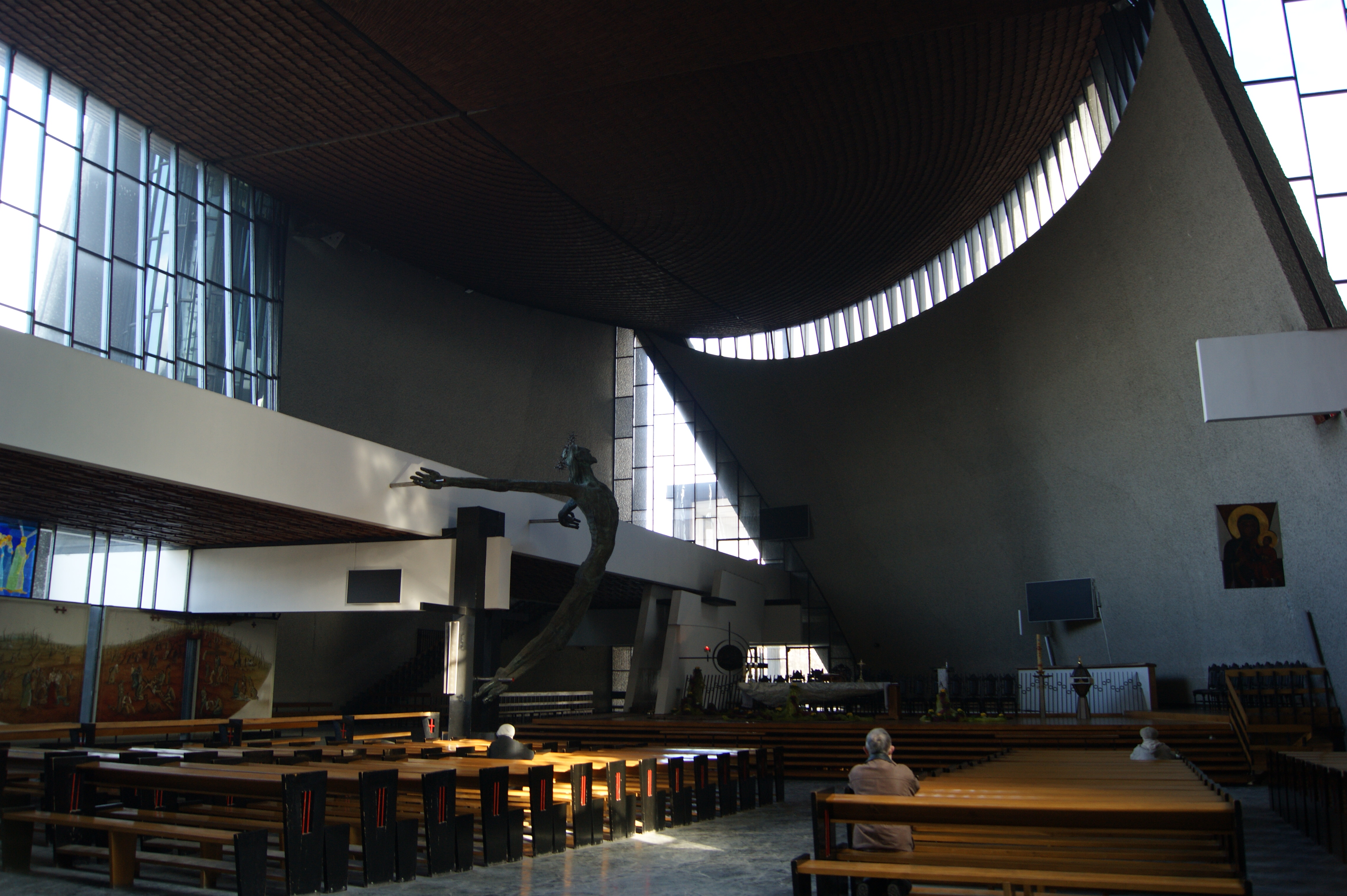
Interieur, met bovenlicht aan de zuidzijde

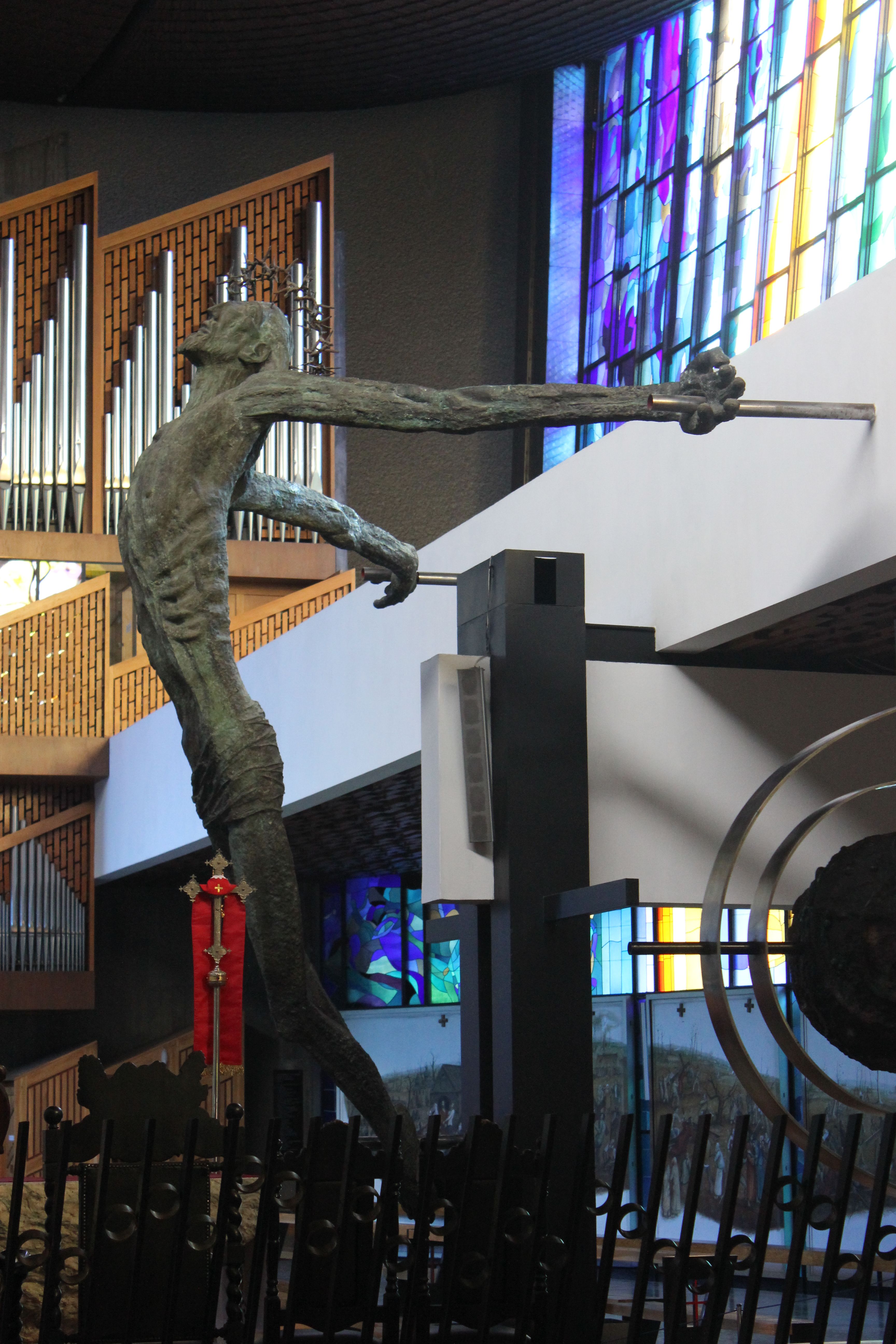
Crucifix

Het altaar is gemaakt van witgeaderd carraramarmer en symboliseert een hand waarop het brood van de Heer wordt gelegd. Onder het altaar liggen de in barnsteen gegoten overblijfselen van de heilige Stanisław, die uit de grafkist zijn genomen die zich in de kathedraal bij het Slot Wawel bevindt. De tabernakel is in een cirkel en ellips van staal gevat en stelt de kosmos voor, waarin God woont. De levensgrote crucifix is ontworpen door de architect Pietrzyk. Tegenover het altaar ligt de verzoeningskapel, door een wand van de rest gescheiden. De rode en witte kleuren ervan verbeelden respectievelijk het martelaarschap en de overwinning.
Aan de westkant stijgt vanaf de vloer een cilinder omhoog, die uit glaselementen, gevat in een stalen frame is samengesteld. Deze zogenaamde "vuurkolom" symboliseert het licht, dat het uitverkoren volk naar het beloofde land voert. In de cilinder voert een wenteltrap tot op het kerkdak. De kruisweg is geschilderd door de kunstenaar Mariusz Lipiński.

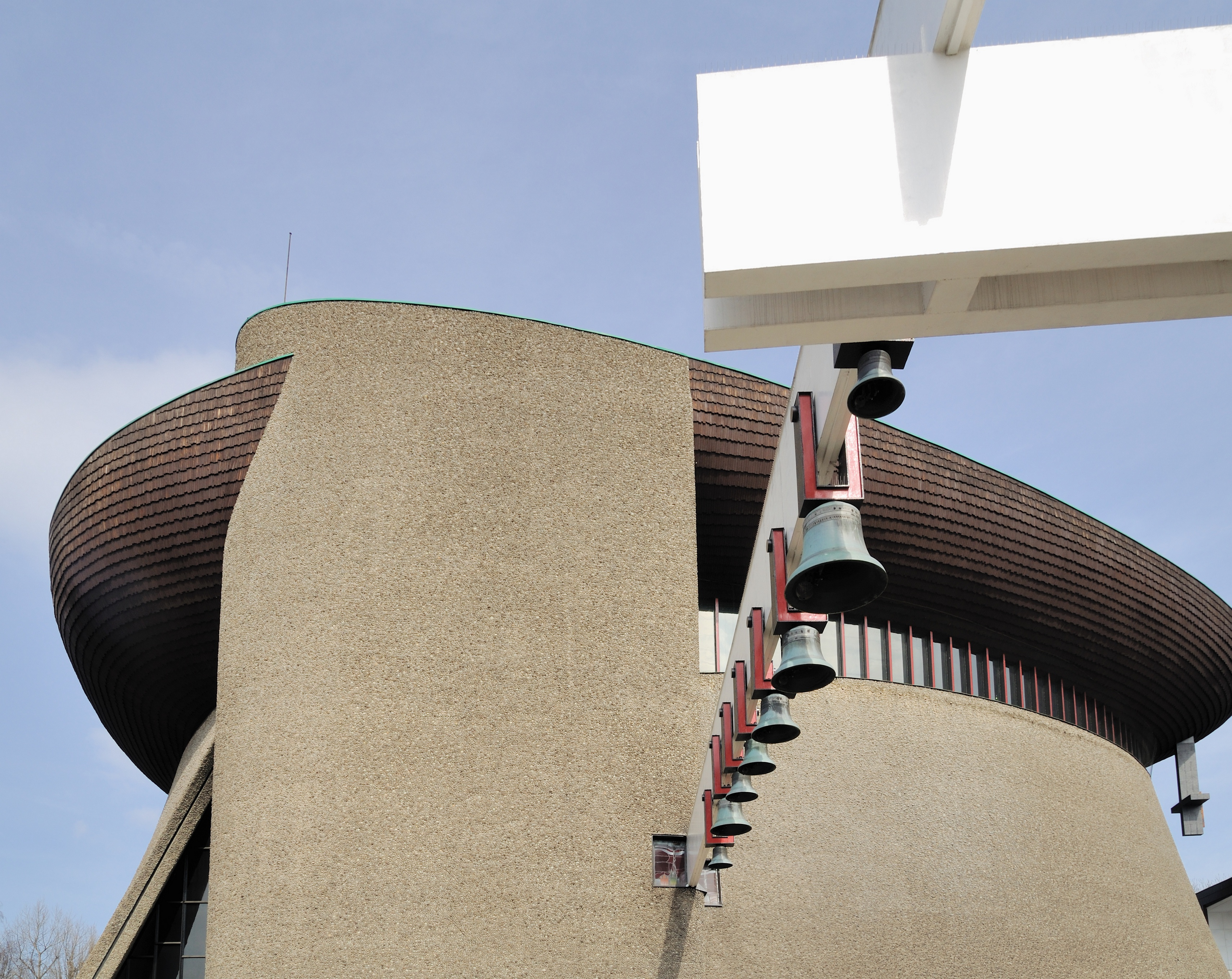
Klokken

De klokken zijn voorzien van de voornamen van de mensen die zich het meest voor de kerkbouw verdienstelijk hebben gemaakt: Karol (Wojtyła), Józef (Gorzelany), Bruno (Gryksa), Lonny (Glaser), Stanisław (Biela), Wojciech (Pietrzyk), Jan (Norek) en Antoni (Pietraszek). De door Nederlandse katholieken geschonken klokken hangen aan een balk aan de buitenzijde. Deze balk zet zich aan de binnenzijde voort, waar het beeld van de Moeder Gods van Zbaraż eraan hangt.